# شؤون عائلية
شؤون عائلية (بالإنجليزية: Family Affairs)‏ هو مسلسل تم إنتاجه في المملكة المتحدة. بدأ عرضه في سنة 1997. بلغ عدد حلقاته 2285 حلقة، وتبلغ مدة الحلقة الواحدة 30 دقيقة. المسلسل من تأليف مال ينغ، تم بث المسلسل لأول مرة بتاريخ 30 مارس 1997 بينما تم بث آخر حلقة منه بتاريخ 30 ديسمبر 2005. من بطولة كات سيمونز، نيل روبرتس وجولييت كوان.

## وصلات خارجية
- شؤون عائلية على موقع IMDb (الإنجليزية)
- شؤون عائلية على موقع كينوبويسك (الروسية)
- شؤون عائلية على موقع قاعدة بيانات الفيلم (الإنجليزية)